# Bourbon Street Hotel and Casino
Bourbon Street Hotel and Casino – w przeszłości hotel i kasyno, działające w Paradise, w amerykańskim stanie Nevada. 
Bourbon Street, złożony ze 166 pokoi i kasyna o powierzchni 1.400 m², był własnością korporacji Harrah's Entertainment (obecnie znanej pod nazwą Caesars Entertainment Corporation).

## Historia
Hotel został otwarty w 1980 roku jako Shenandoah, a jednym z jego pierwotnych inwestorów był wokalista Wayne Newton. Mimo to, hotel Shenandoah zbankrutował zaledwie po czterech latach działalności, nie doczekawszy otwarcia kasyna. 
W marcu 2005 roku obiekt został wykupiony przez korporację Harrah's, podobnie jak kilka innych terenów leżących wokół Bourbon Street. Dzięki tym transakcjom Harrah's zyskała w sumie 3.2 hektary ziemi, na których znajdowała się między innymi stacja Las Vegas Monorail.
Kasyno, już bez przyległego hotelu, działało aż do października 2005 roku, kiedy to zostało zamknięte przez Harrah's. W styczniu 2006 roku rozpoczęły się prace rozbiórkowe obiektu, a 14 lutego 2006 roku budynek został poddany implozji.
Obecnie teren, na którym w przeszłości stał Bourbon Street jest niezagospodarowany. Nie ma również konkretnych planów, co do jego przyszłości.